# Pietro IV di Ribagorza
Pietro d'Aragona e d'Angiò, noto anche come Pietro IV di Ribagorza o Pietro I di Empúries (Pero in aragonese, Petri in basco, Pedro in spagnolo, in portoghese e in galiziano, Pere, in catalano, Pedru in asturiano, Pèire in occitano e Pierre in francese; Barcellona, 1305 – Pisa, 4 novembre 1381), fu conte di Ribagorza (1322-1358) e di Empúries (1325-1341), conte di Prades e signore di Dénia e Gandía (1341-1358) e siniscalco di Catalogna.

## Biografia

### Infanzia

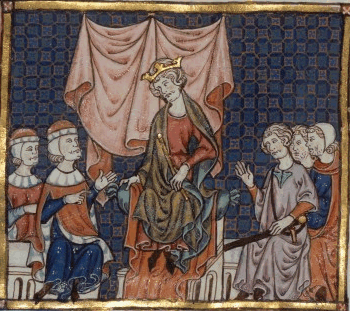
Giacomo II di Aragona sul trono

Settimo figlio del re d'Aragona e di Valencia, Conte di Barcellona e delle altre contee catalane Giacomo II il Giusto e di Bianca di Napoli, figlia del re di Napoli, Carlo lo Zoppo e di Maria D'Ungheria, figlia - forse primogenita - di Stefano V d'Ungheria e di sua moglie, la regina Elisabetta dei Cumani.
Secondo la Cronaca piniatense Pietro era il quarto figlio maschio  di Giacomo II il Giusto e Bianca di Napoli.

### Conte di Ribagorza
Nel 1322, suo padre, re Giacomo II, lo elevò al rango di conte di Ribagorza, cedendogli il titolo; gli concesse inoltre due baronie, le Signorie di Pego e Gandía.

### Fidanzamento
In quello stesso periodo, Pietro fu fidanzato con Beatrice de la Cerda (Portogallo 1311-ca. 1325), figlia di Giovanni Alfonso de la Cerda (Francia, 1295 - 7 agosto 1347), Signore di Gibraleón, Huelva, Real de Manzanares e Deza e di Maria Alfonso del Portogallo, figlia illegittima del re Dionigi del Portogallo.

### Conte di Empúries

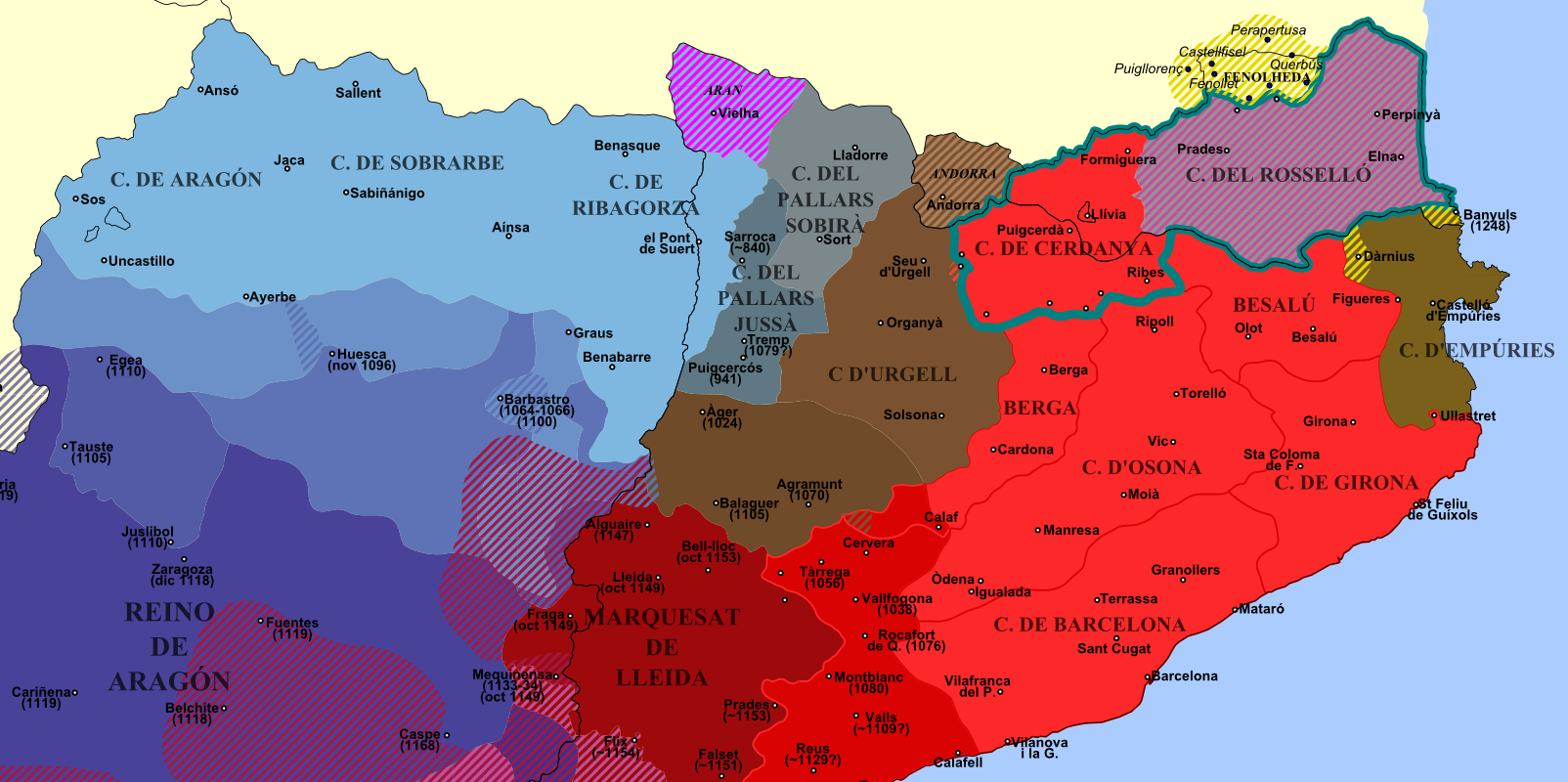
Le contee aragonesi-catalane

Suo padre, re Giacomo II, fece delle pressioni sul Conte di Empúries, Ugo VI e lo convinse, nel 1325 a cedere a Pietro la contea di Empuries, in cambio della baronia valenciana di Guadalest, che comprendeva anche Pego, Xaló e Laguar.
Dopo la morte del padre, Giacomo II, nel 1327, il nuovo re di Aragona, suo fratello, Alfonso IV, lo nominò Siniscalco di Catalogna.

### Matrimonio

Stemma dei Foix-Béarn

Il 12 maggio del 1331, a Castelló d'Empúries, secondo gli Anales de la Corona de Aragon (Zaragoza), Tome II, Pietro aveva sposato Giovanna di Foix-Béarn, la sorella del visconte di Béarn, Coprincipe di Andorra e Visconte di Marsan, Gastone II di Foix-Béarn (?-ca. 1358), figlia del conte di Foix Gastone I di Foix-Béarn e di Giovanna d'Artois; questo matrimonio viene riportato anche dalla Histoire généalogique et chronologique de la maison royale de France.
Alla morte del fratello (1336), Alfonso IV, fu il consigliere più ascoltato del nuovo re di Aragona, suo nipote, Pietro IV il Cerimonioso, ancora sedicenne, cercando di mediare nella contesa tra il re e la matrigna, Eleonora ed i fratellastri, Ferdinando e Giovanni.

### Conte di Prades
Nel 1341, Pietro cambiò la contea di Empúries con quella di Prades, col fratello Raimondo Berengarioe, come ci viene confermato dalla Crónica de San Juan de la Peña.
In quegli anni, aveva partecipato alla spedizioni del nipote, Pietro IV il Cerimonioso in Sardegna e nel 1343, all'invasione del regno di Maiorca.

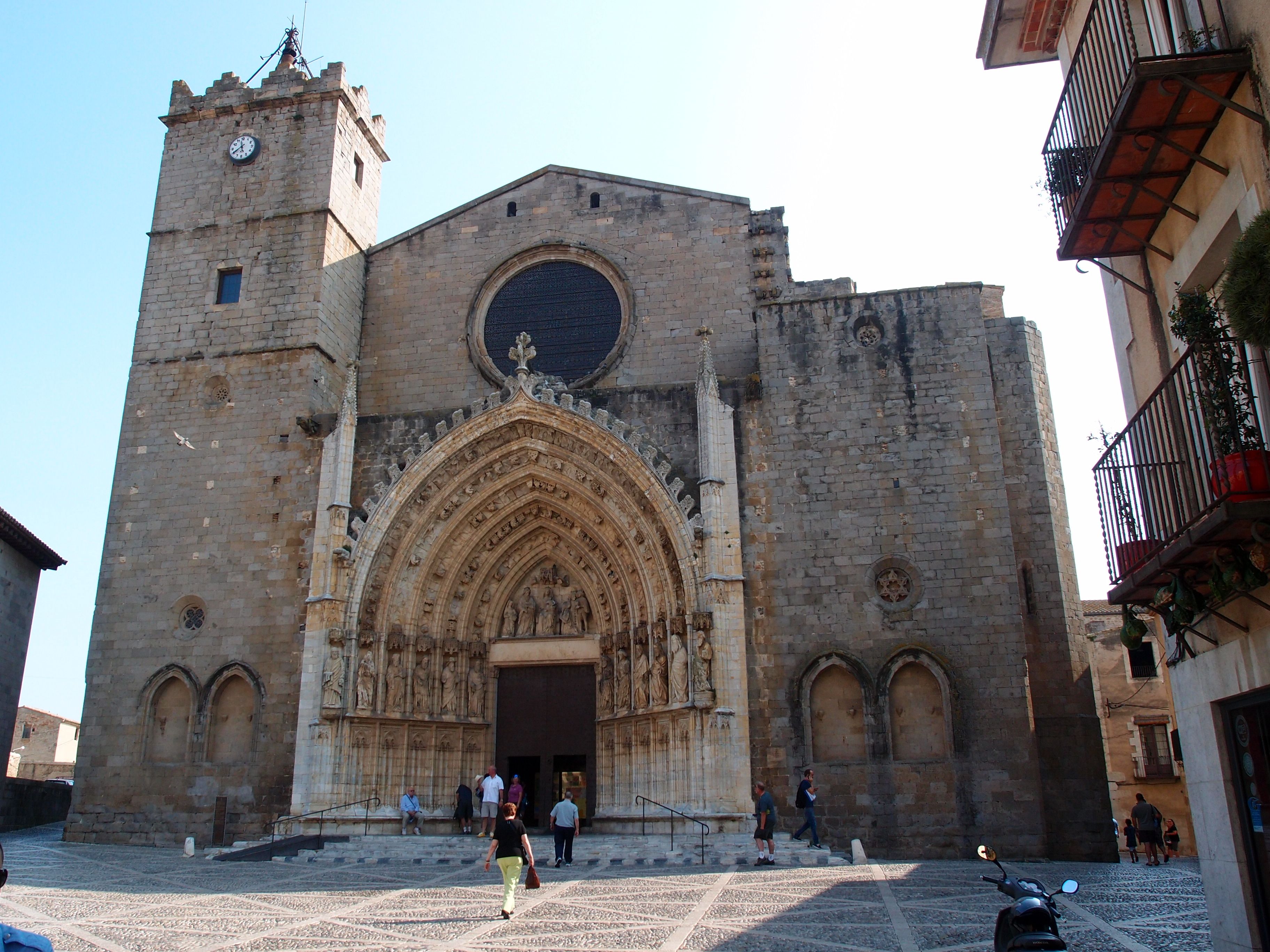
Cattedrale di Santa Maria, Castelló d'Empúries ove è sepolto Pietro IV.

### Ultimi anni e morte
Pietro, poco dopo essere rimasto vedovo (1358 circa), si ritirò nel monastero francescano di Barcellona, dove prese i voti, dopo aver rinunciato alle sue contee, a favore dei figli.
Quando le circostanze lo richiesero, però partecipò anche sia alla vita politica che militare.

Nel 1364, secondo gli Anales de la Corona de Aragon (Zaragoza), Tome II, Pedro, assieme al fratello, Raimondo Berengario d'Aragona e ad altri nobili aragonesi rese omaggio al re di Navarra Carlo II, detto il Malvagio.

Tra il 1364 e il 1365, Pietro lasciò il convento e partecipò, assieme all'erede al trono, Giovanni, detto il Cacciatore, alla difesa dei territori di Valencia contro le truppe castigliane di Pietro il Crudele; alla corte papali di Avignone si adoperò per facilitare l'impiego delle Grandi Compagnie condotte da Bertrand du Guesclin, e durante la prigionia, dal 1367 al 1372 di suo figlio, Alfonso, catturato alla battaglia di Nájera, si prese cura dei domini del figlio. 

Preoccupato per la pace della Chiesa, fu favorevole all'abbandono di Avignone per la sede di Roma, da parte del papa, e quando ci fu lo Scisma fu favorevole al papa di Roma, mentre il nipote, Pietro IV il Cerimonioso, si mantenne neutrale.
Pietro morì a Pisa, il 4 novembre 1381, mentre si stava recando a Roma, per incontrare il Papa Urbano VI e fu sepolto nel convento francescano della città, e, nel 1391, i resti mortali di Pietro furono portati a Valencia, dove furono tumulati, nel convento di San Francesco.

## Discendenza
Pietro da Giovanna di Foix-Béarn ebbe tre figli:
- Alfonso (1332-6 marzo 1412), conte di Ribagorza e primo Duca di Gandia, che, nel 1410, che fu uno dei cinque pretendenti al trono di Aragona[8];

- Leonora (1333-Barcellona, 26 dicembre 1416), regina di Cipro e Gerusalemme in quanto moglie di Pietro I di Cipro, come ci viene confermato, sia da Les familles d'outre-mer, che dalla Chroniques d'Amadi et de Strambaldi. T. 1[17][18];
- Giovanni (1335-1414), conte di Prades[8].

## Ascendenza
|                            |                 |                       | Genitori                           |  |  | Nonni |  |  | Bisnonni             |  |  | Trisnonni            |  |
|                            |                 |                       |                                    |  |  |       |  |  | Giacomo I di Aragona |  |  | Pietro II di Aragona |  |
|                            |                 |                       |                                    |  |  |       |  |  | Giacomo I di Aragona |  |  | Pietro II di Aragona |  |
|                            |                 | Maria di Montpellier  |                                    |  |  |       |  |  | Giacomo I di Aragona |  |  |                      |  |
| Pietro III di Aragona      |                 |                       |                                    |  |  |       |  |  | Giacomo I di Aragona |  |  |                      |  |
|                            |                 | Iolanda d'Ungheria    | Andrea II d'Ungheria               |  |  |       |  |  |                      |  |  |                      |  |
|                            |                 | Iolanda d'Ungheria    | Andrea II d'Ungheria               |  |  |       |  |  |                      |  |  |                      |  |
|                            |                 | Iolanda d'Ungheria    | Iolanda di Courtenay               |  |  |       |  |  |                      |  |  |                      |  |
| Giacomo II di Aragona      |                 | Iolanda d'Ungheria    |                                    |  |  |       |  |  |                      |  |  |                      |  |
|                            |                 | Manfredi di Sicilia   | Federico II di Svevia              |  |  |       |  |  |                      |  |  |                      |  |
|                            |                 | Manfredi di Sicilia   | Federico II di Svevia              |  |  |       |  |  |                      |  |  |                      |  |
|                            |                 | Manfredi di Sicilia   | Bianca Lancia                      |  |  |       |  |  |                      |  |  |                      |  |
| Costanza di Sicilia        |                 | Manfredi di Sicilia   |                                    |  |  |       |  |  |                      |  |  |                      |  |
|                            |                 | Beatrice di Savoia    | Amedeo IV di Savoia                |  |  |       |  |  |                      |  |  |                      |  |
|                            |                 | Beatrice di Savoia    | Amedeo IV di Savoia                |  |  |       |  |  |                      |  |  |                      |  |
|                            |                 | Beatrice di Savoia    | Margherita di Borgogna             |  |  |       |  |  |                      |  |  |                      |  |
| Pietro d'Aragona e d'Angiò |                 | Beatrice di Savoia    |                                    |  |  |       |  |  |                      |  |  |                      |  |
|                            | Carlo I d'Angiò | Luigi VIII di Francia |                                    |  |  |       |  |  |                      |  |  |                      |  |
|                            | Carlo I d'Angiò | Luigi VIII di Francia |                                    |  |  |       |  |  |                      |  |  |                      |  |
|                            | Carlo I d'Angiò | Bianca di Castiglia   |                                    |  |  |       |  |  |                      |  |  |                      |  |
| Carlo II d'Angiò           | Carlo I d'Angiò |                       |                                    |  |  |       |  |  |                      |  |  |                      |  |
|                            |                 | Beatrice di Provenza  | Raimondo Berengario IV di Provenza |  |  |       |  |  |                      |  |  |                      |  |
|                            |                 | Beatrice di Provenza  | Raimondo Berengario IV di Provenza |  |  |       |  |  |                      |  |  |                      |  |
|                            |                 | Beatrice di Provenza  | Beatrice di Savoia                 |  |  |       |  |  |                      |  |  |                      |  |
| Bianca di Napoli           |                 | Beatrice di Provenza  |                                    |  |  |       |  |  |                      |  |  |                      |  |
|                            |                 | Stefano V d'Ungheria  | Béla IV d'Ungheria                 |  |  |       |  |  |                      |  |  |                      |  |
|                            |                 | Stefano V d'Ungheria  | Béla IV d'Ungheria                 |  |  |       |  |  |                      |  |  |                      |  |
|                            |                 | Stefano V d'Ungheria  | Maria Laskarina                    |  |  |       |  |  |                      |  |  |                      |  |
| Maria Arpad d'Ungheria     |                 | Stefano V d'Ungheria  |                                    |  |  |       |  |  |                      |  |  |                      |  |
|                            |                 | Elisabetta dei Cumani | Köten, re dei Cumani               |  |  |       |  |  |                      |  |  |                      |  |
|                            |                 | Elisabetta dei Cumani | Köten, re dei Cumani               |  |  |       |  |  |                      |  |  |                      |  |
|                            |                 | Elisabetta dei Cumani | …                                  |  |  |       |  |  |                      |  |  |                      |  |
|                            |                 | Elisabetta dei Cumani |                                    |  |  |       |  |  |                      |  |  |                      |  |

### Fonti primarie
- (ES)  #ES Anales de la Corona de Aragon (Zaragoza), Tome II.
- (IT)  Chroniques d'Amadi et de Strambaldi. T. 1.
- (OC)  (FR)  Chroniques romanes des comtes de Foix.
- (FR)  Histoire généalogique et chronologique de la maison royale de France, Tome 3.
- (LA)  Crónica de San Juan de la Peña.

### Letteratura storiografica
- (ES)  Real Academia de la Historia, Pedro de Aragón.
- (FR)  Les familles d'outre-mer.